# Deutsche Turnschule (Frankfurt am Main)
Die Deutsche Turnschule war eine Ausbildungseinrichtung des Deutschen Turner-Bundes (DTB) in Frankfurt am Main.
Die Schule wurde 1959 eingeweiht. In der Folge diente sie als zentrale Ausbildungsstätte des DTB.
In verschiedenen Lehrgängen wurden Übungsleiter u. lizenzierte Trainer ausgebildet. Zudem diente sie als Trainingsstätte für die Leistungskader des DTB.